# Северная пещера
Северная — пещера в Свердловской области России, находится в районе слияния рек Вижай и Лозьвы в Ивдельском городском округе, около заброшенного посёлка Верхний Вижай. По состоянию на 2021 год является самой длинной пещерой Свердловской области.

## История
Пещера открыта приблизительно в 2009 году. Описывалась спелеологами СГС летом 2009 и 2010 года.
Экспедиция 2009 года длину пещеры посчитала в 1750 метров. Был произведён сбор найденных в пещере костей. Многие из них принадлежат животным, жившим в плейстоценовый период: медведям, бизонам, шерстистым носорогам и даже мамонтам.
По итогам экспедиции 2010 года длина пещеры увеличена до 2500 метров.
Экспедиция 2011 года совершила первое погружение в подводную часть пещеры.
С 18 по 23 июля 2014 года была проведена международная комплексная научная экспедиция в пещеру Северная с участием японских ученых профессора Ричи Масудо и трёх его учеников-аспирантов, специализирующихся в изучении ДНК животных — Хирата Дайсукэ, Кэйта Омотэ, Ёсукэ Амаикэ. Целью данной экспедиции было изучение как самой пещеры, так и найденных в ней костей древних животных. Установлено, что пещера является одним из крупнейших кладбищ бурого медведя в Азии, причем там присутствуют кости более 10 животных возрастом 25-30 тысяч лет, что является весьма редкой находкой.
Экспедицией 2019 года открыты и пройдены новые ходы в пещере, совершено восхождение в один из колодцев, обнаружен большой грот.
Экспедиция 2020 года, исследуя Северную и другие окрестные пещеры, открыла самую большую подземную реку Свердловской области. Установлено, что пещера Северная, как и пещеры Верхневижайская и Таёжная находятся в зоне подземного перетока большой реки.
В результате проведённых экспедиций длина пещеры установлена в 3510 метров.
Спелеологами пещера Северная считается заповедной. Её посещают как правило с целью отбора проб, проведения научных исследований. Вместе со спелеологами пещеру посещают гляциологи и палеонтологи.
Найдены кости взрослых самок, самцов и детёнышей бурых медведей разных возрастов, которые зимовали в пещере минимум 11,7 тыс. лет назад